# 广州南湖国家旅游度假区
广州南湖国家旅游度假区位于中国广东省广州市北郊的白云区同和街道磨刀坑水库库区，于1992年成立。度假区东起旧广从公路，西至新广从公路，北起红路水库以北三百米处，南至同和街道。区内划分为综合服务区、度假别墅区、东方野生世界、高尔夫球场、娱乐购物区等功能小区。
1971年，因毛泽东拟于年底到广州过冬，遂由广州军区负责，于5月开始在磨刀坑水库南岸兴建新居，共4组40栋房子，整个工程被称为“705工程”。并将磨刀坑水库改名为南湖。